# Podolje
Podolje is een plaats in de gemeente Draž in de Kroatische provincie Osijek-Baranja. De plaats telt 168 inwoners (2001).